# 재림절 달력

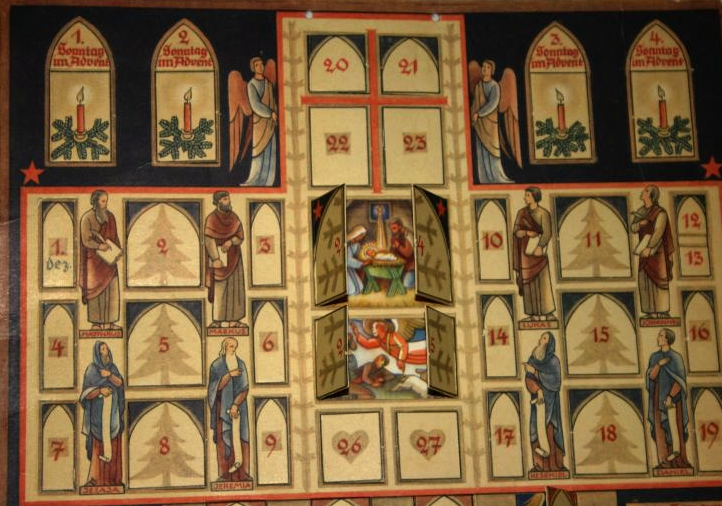
스물네 번째 문 뒤에 성탄 장면이, 스물다섯 번째 문 뒤에는 목자들의 경배가 그려진 재림절 달력. 재림절인 네 일요일마다 문이 하나씩 더 달려있다.

재림절 달력, 대림절 달력, 강림절 달력, 또는 어드벤트 캘린더(Advent calendar)는 성탄절을 앞두고 대림절 날짜를 세는 데 사용된다. 대림절 첫 번째 일요일의 날짜는 11월 27일부터 12월 3일까지 다양하므로 종이나 나무로 만든 재사용 가능한 재림절 달력의 대부분은 12월 1일에 시작된다. 대림절 첫 번째 일요일부터 시작하는 달력도 있다.
재림절 달력은 19세기와 20세기에 독일 루터교회에서 처음 사용되었으며, 이후 다른 기독교의 교파로 퍼졌다.

## 디자인과 용도
전통적인 재림절 달력에는 구유 장면, 성 니콜라오스, 겨울 날씨가 등장하며, 스포츠부터 기술까지 다양한 주제의 달력도 있다. 각 날짜를 덮는 플랩이 있는 단순한 종이 달력부터 배경 장면에 패브릭 주머니가 있는 달력, 작은 물건을 넣을 수 있는 구멍이 있는 페인트 칠한 나무 상자까지 다양한 형태가 있다.
많은 대림절 달력이 크리스마스 이브(12월 24일) 또는 성탄절(12월 25일)을 포함한 12월의 각 날짜마다 "문"이 하나씩 달려있는 커다란 직사각형 카드 형태를 취한다. 해당 연도의 재림절 시즌이 시작되는 날 또는 재사용 가능한 재림절 달력의 경우처럼 12월 1일에 시작하여 크리스마스까지 매일 연속된 문이 열린다.
대개 문은 특별한 순서 없이 달력 전체에 분포되어 있다. 달력의 문을 열면 그림이나 시, 이야기(예: 예수 탄생 이야기)의 일부 또는 장난감이나 초콜릿과 같은 작은 선물이 보인다. 보통 각 문에는 성경 구절과 기독교 기도문이 인쇄되어 있는데, 기독교인들은 이를 매일 재림절 경건의 일부로 활용한다.
재림절 달력에는 다양한 종류가 있으며, 일부 유럽 마을에서는 건물에 재림절 달력을 만들거나 재림절 날짜마다 다른 창문을 장식하는 이른바 '살아있는' 재림절 달력을 만들기도 한다.